# Запорошки марш
Запорошки марш (укр. Запорозький марш, укр. Запорізький марш) или Козачки марш је изражајно дело украјинске народне музичке уметности. Написао га је бандуриста Јевген Олександрович.
Марш је постао популаран након "трансформације" Виктора Гуцала који је марш спојио са народном песмом Дорошенка („Хеј, ти на врху брда жетву жањеш“).
Марш се користи и у филму Огњем и мачем. 

## О маршу
Марш је написан у двочетвртинском такту и тоналитету F-dur.